# Uchumarca
Uchumarca es una localidad peruana capital del distrito de Uchumarca en la provincia de Bolívar del departamento de La Libertad. Su extensión territorial se estima en 190 kilómetros cuadrados, según el Instituto Geográfico Nacional. Se ubica aproximadamente a unos 472 kilómetros al noreste de la ciudad de Trujillo. Su registro oficial como distrito de Uchucmarca se llevó a cabo el 2 de enero de 1857 por el gobierno del presidente Ramón Castilla y Marquezado.
Oficialmente, aparece como "Uchumarca" y no Uchucmarca, como corresponde a su nombre primigenio. Uchucmarca, con C, significa "pueblo pequeño", que proviene del quechua Uchuc (Pequeño). Marca es un término de origen Aymara que tiene varias acepciones y una de ellas es pueblo, que en Quechua se dice Llacta. 
Uchumarca, sin C, tiene varias acepciones, siendo palabra quechua, "Uchu" equivale a Ají, o también a Quinua Silvestre, como lo señala María Rostorowski en su libro "Historia del Tahuantinsuyo". Uchu es también el nombre de un plato típico a base de papas, siendo uno de los ingredientes el ají, de tal suerte que la palabra "Uchumarca" vendría a ser pueblo o zona del ají, o pueblo o zona de la quinua silvestre o alternativamente sería pueblo del Uchu o picante de papas. 
La realidad de Uchumarca encajaría más con la referencia a la quinua, que crece en  estado silvestre en esta zona, habiendo incluso algunos topónimos dentro de la comunidad y distrito como Quinuaconga, Quinuahuayco, Las Quinuas de Ulila, etc. Empero, la palabra Uchucmarca, traducido literalmente equivale a "Pueblo Pequeño". Este topónimo figura en los documentos de la colonia con una H antepuesta, como Huchucmarca. 
Como pueblo, data de tiempos inmemoriales, siendo uno de los pueblos principales de la cultura Chachapoyas, la cual fue una importante llacta incaica tras la conquista de Túpac Yupanqui. Esta llacta fue destruida por los terremotos de 1547, del que nos habla el cronista Fernando de Montesinos, en su libro "Anales del Perú", donde expresa que fue sepultado el pueblo de Puyumarca y que él llama "Buehumarca" al hundirse el cerro San Cristóbal y que mató al cura Pablo Ramírez de Feria y a casi todos los indios. El pueblo fue repoblado y refundado por los españoles en 1572.
El distrito de Uchumarca está a 3050 m.s.n.m.